# Succo di zenzero
Succo di zenzero è un mixtape del rapper italiano Wayne Santana, membro del gruppo musicale italiano Dark Polo Gang, pubblicato il 19 maggio 2016.

## Tracce
1. Pavimenti in resina – 2:28
2. Non mi interessa (feat. Sick Luke) – 1:52
3. Riviste (feat. Side Baby) – 2:31
4. Passala – 1:41
5. Beatles (feat. Side Baby, Tony Effe, Pyrex) – 5:29
6. Crystal Ball – 3:14
7. Infame – 1:21
8. Tokyo Hotel (feat. Side Baby, Pyrex) – 2:28
9. Bang Bang (feat. Sfera Ebbasta) – 4:20
10. Pesi sul collo (feat. Tony Effe) – 3:06
11. Scusa (feat. Pyrex) – 3:30
12. Gioco dell'uva – 1:35

Tracce bonus presenti nell'edizione fisica
1. Aldilà (feat. Enzo Dong, Tony Effe) – 3:24
2. Nuvole – 1:50

## Formazione
Musicisti
- Wayne Santana – voce
- Side Baby – voce aggiuntiva (tracce 3, 5 e 8)
- Tony Effe – voce aggiuntiva (tracce 5, 10 e 13)
- Pyrex – voce aggiuntiva (tracce 5, 8 e 11)
- Sfera Ebbasta – voce aggiuntiva (traccia 9)
- Enzo Dong – voce aggiuntiva (traccia 13)

Produzione
- Sick Luke – produzione, missaggio, mastering, montaggio, voce aggiuntiva (traccia 2)
- Nino Brown – produzione (tracce 1, 5 e 6)